# Magic Jewelry
Magic Jewelry, también conocido como Jewels o simplemente Jewelry, es un videojuego de origen taiwanés y de tipo puzle para la videoconsola Famicom. Fue programado por Hwang Shinwei y publicado en 1990, sin autorización de Nintendo.

## Mecánica de juego
El concepto de juego es muy similar al videojuego Columns de Sega. El objetivo del juego es acomodar piezas formadas por tres joyas apiladas; las joyas tienen diferentes colores y desaparecen al acomodar tres o más de igual color en una línea horizontal, vertical o diagonal. El jugador sólo puede modificar el orden en que están apiladas las joyas pero no puede rotar las piezas. Antes de pasar al siguiente nivel el jugador podrá colocar una pieza "X" en cualquier joya, la cual eliminara las joyas del mismo color del que haya caído la pieza x. Al pasar de nivel se acelera de a poco la velocidad en las que caen las joyas, además de que también cambia el color de fondo y la melodía del juego.

## Distribución
Este juego es muy común en cartuchos piratas para Famicom que incluyen varios juegos —por ejemplo, está incluido en la Power Player Super Joy III y en consecuencia en la Pelican VG Pocket aunque bajo el nombre Jewels y con distintos gráficos.

## Música
Las piezas musicales que se usan en el juego son:
1. All Kinds Of Everything
2. Chinese festival
3. Descendant Of The Dragon
4. Rise from Your Grave
5. Jägerchor
6. Moonlight on the Colorado
7. Greensleeves
8. Speak Softly Love

- Datos: Q2089684